# Recreação

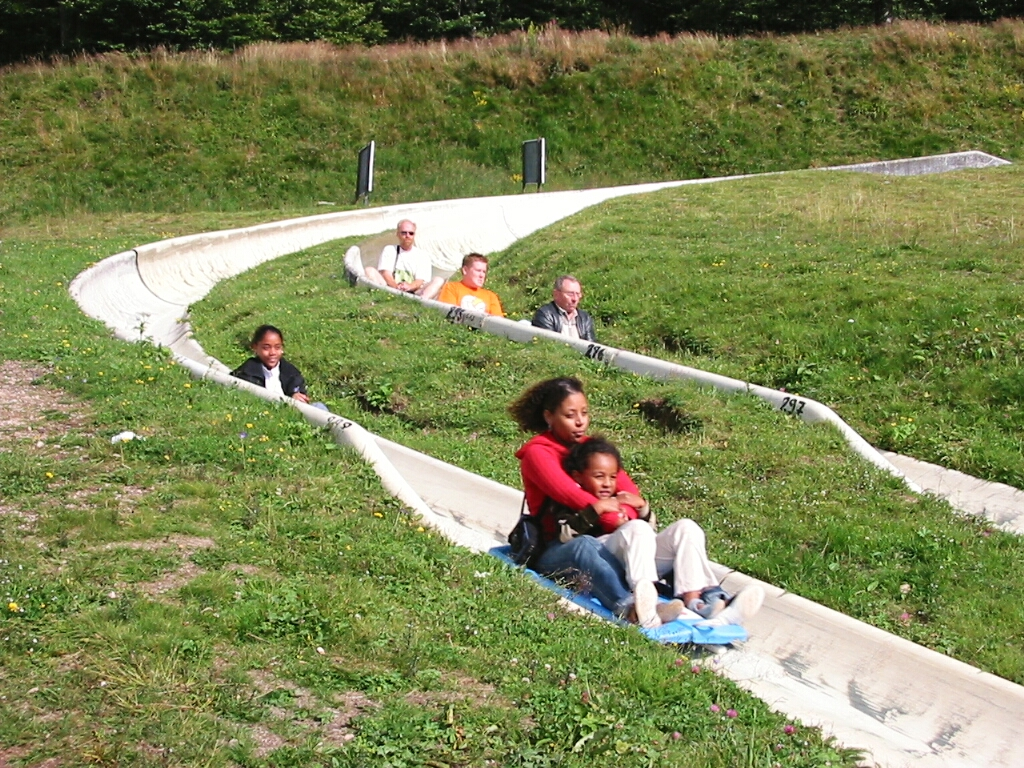
Um exemplo da recreação: crianças e adultos se divertindo em um tobogã

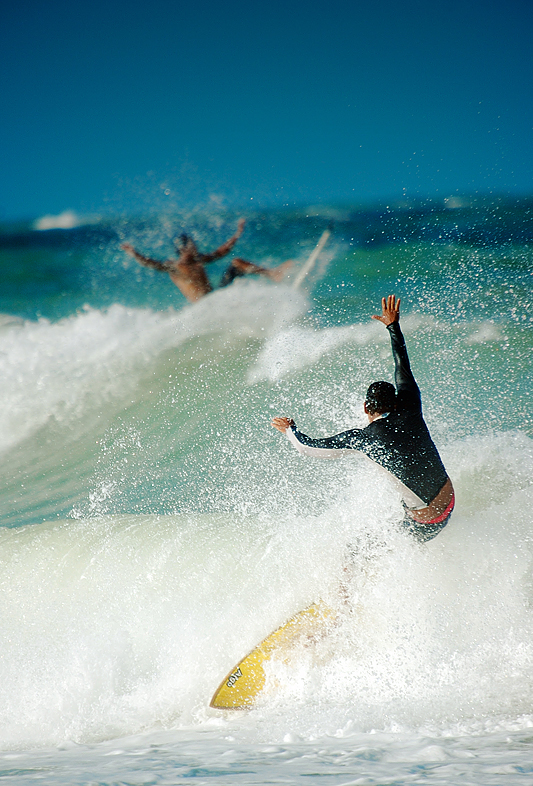
Surfe, uma forma de recreação

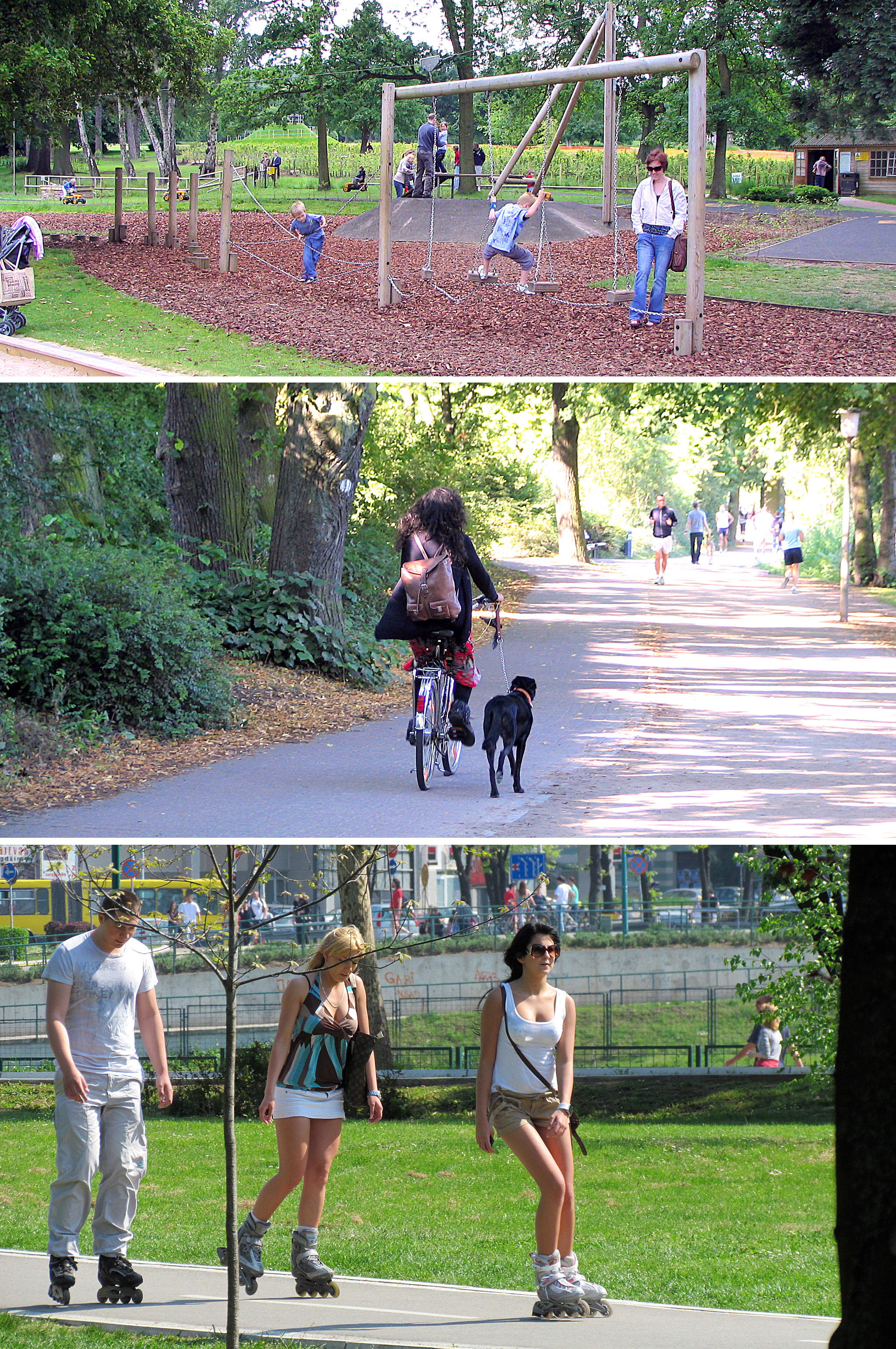
Diferentes formas e recreação

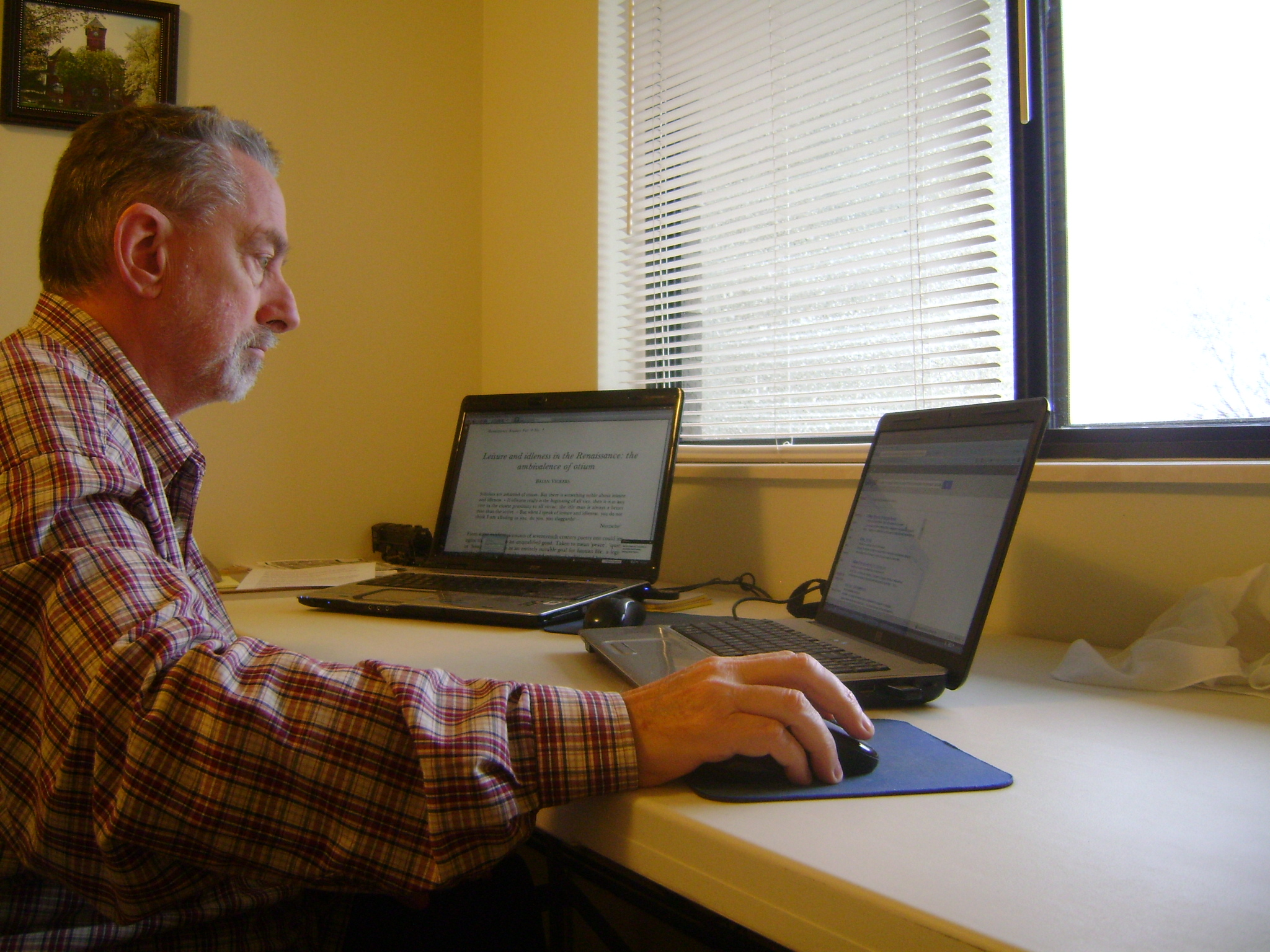
Escrevendo artigos da Wikipédia como recreação

Recreação é uma atividade de lazer, sendo o lazer tempo discricionário. A "necessidade de fazer algo para a recreação" é um elemento essencial da biologia humana e da psicologia. As atividades recreativas são muitas vezes feitas para felicidade, diversão, passar o tempo ou prazer e são consideradas "divertimento".

## Definição
O termo recreação é hoje passível de análise por muitas óticas diferenciadas. Para Uvinha (2008), "a recreação pode significar muitas coisas para muitas pessoas. É um palavra que é reconhecida em uso comum e ainda é raramente definida de forma clara. Para alguns, ela pode ser usada intercambiando com o conceito de lazer; para outros, ela tem conotação mais específica, definindo e distinguindo uma distinta área comportamental.
Aqui, optaremos por distinguir a recreação de maneira bem específica, como uma manifestação cultural que se caracteriza por divertir e entreter o indivíduo que dela participa. É, por essência, uma prática lúdica onde a participação busca ser prazerosa e produzir, no indivíduo ou na sociedade, um movimento de mudança positiva, de renovação, um revigorar da mente ou do corpo, ou ainda de ambos.
Em seus estudos, Silveira propõe que "uma vivência recreativa típica sugere ser conduzida ou promovida por um profissional especialista ou instituição recreativa, e pode ter objetivo puro de diversão e entretenimento, bastando-se em si mesma, assim como pode visar a um ganho adicional intelectual, social, emocional, terapêutico, físico, entre outros."
A prática recreativa não é algo que possa ser predefinida por um período do dia, por um tema ou por um local e não está relacionado a um fazer em específico. Está mais relacionado a uma motivação, ao que leva o indivíduo àquela prática ou vivência, assim como a abordagem lúdica e prazerosa no transcorrer destas. Na prática, o que para muitos pode ser trabalho, ou estudo, para outros pode ser recreação, por exemplo, para um músico profissional tocar um instrumento ou estudar partituras é trabalho. Este mesmo músico pode passar divertidas horas pescando e se recreando. Para um pescador profissional, por outro lado, pescar é trabalho, sendo que, talvez, tocar um instrumento ou estudar uma partitura é que possa garantir-lhe boas horas de recreação.
Para melhor compreender a recreação, talvez valha a pena entender melhor também os termos que, por afinidades, cercam esta área e se relacionam intensamente com ela.

## História da Recreação
Segundo Gomes e Elizalde (2012), a principal abordagem remete inevitavelmente aos Estados Unidos. Para compreender a recreação como um fenômeno social/educativo, é necessário retroceder ao final do século XIX, quando ocorreu uma ampla difusão do recreacionismo. Essa proposta propiciou a sistematização de conhecimentos e metodologias da intervenção para crianças, jovens e adultos. Esses conhecimentos fundamentam-se na sistemática da recreação dirigida, que fomentou a criação de espaços próprios para a prática de atividades recreativas consideradas saudáveis, higiênicas, moralmente válidas, produtivas e vinculadas à ideologia do progresso.
Baseando-se nos estudos de R. V. Russell, Salazar Salas salienta que a recreação foi constituída nos Estados Unidos a partir de duas frentes que promoviam o jogo para a população infantil e que foram crescendo e envolvendo os governos locais e nacional, assim como pessoas que formaram organizações, buscaram fundos e escreveram textos com o seguinte objetivo:
| “ | Educar as pessoas a usar positivamente seu tempo livre. A filosofia dessa época era ajudar as pessoas mais necessitadas e sem educação. É por isso que a filosofia e a missão original da recreação estadunidense se centraram em oferecer atividades que enriquecessem e melhorassem a qualidade de vida das pessoas participantes. | ” |

Uma dessas frentes foi caracterizada pela criação de Hull Houses, que eram casas comunitárias encarregadas de oferecer diversos serviços sociais: aulas, informações relacionadas aos direitos civis e ao trabalho, serviços de enfermagem e atividades recreativas baseadas no desenvolvimento de jogos para as crianças menores; esportes e clubes sociais para crianças e adolescentes; e programas culturais para as pessoas adultas. A autora ressalta que a primeira Hull House foi criada por Jane Addams e Ellen Starr, sendo a iniciativa desenvolvida em Chicago e tendo sido fundadas mais de 300 em outras cidades. Nessa época, os Estados Unidos passavam por um intenso processo de industrialização e de urbanização, havendo poucas áreas livres para o desenvolvimento de atividades recreativas.
A outra frente que constitui as origens da recreação norte-americana está relacionada com a criação de playgrounds (parques infantis), que, posteriormente, serviram como modelo para os centros de recreação, praças de esportes e jardins de recreio difundidos por vários países latino-americanos (Gomes e Elizalde, 2012).

## No Brasil
No Brasil, os registros do brasileiro Frederico Gaelzer, feitos nas primeiras décadas do século XX, são uma das evidências dessa afirmação. Com o apoio da Associação Cristã de Moços de Porto Alegre, Gaelzer passou um longo período nos Estados Unidos (1919-1925) se qualificando em educação física, esporte e recreação. No relatório escrito por Gaelzer e enviado aos diretores da ACM de sua cidade, com data de 16 de setembro de 1919, o autor destaca que os 800 participantes dos cursos ministrados pela ACM de Chicago estavam reunidos pacificamente sob o mesmo ideal. Os participantes desses encontros, segundo Gaelzer, eram de 25 nacionalidades diferentes, sendo todos possuidores da mesma moral pura e sã requerida pela ACM. Muitos desses 800 participantes deveriam ser latino-americanos, contribuindo de forma decisiva para a difusão da recreação por diversos países da América Latina. Obviamente, muitas práticas recreativas como os jogos e outras formas de diversão já existiam, mas, nesse momento, foram sistematizadas como parte integrante de um conceito de recreação elaborado nos Estados Unidos.
É necessário esclarecer que, em suas origens norte-americanas, a recreação dirigida foi vista como uma estratégia educativa essencial para promover, sutilmente, o controle social. Nesse processo, foi amplamente difundida a ideia de que a recreação poderia preencher, racionalmente, o tempo vago ou ocioso com atividades consideradas úteis e saudáveis do ponto de vista físico, higiênico, moral e social. Com isto, a recreação foi considerada essencial para a formação de valores, hábitos e atitudes a serem consolidados, moralmente válidos e educativamente úteis para o progresso das sociedades modernas. Em um primeiro momento, o desenvolvimento de eventos, políticas, programas e projetos recreativos foi, e muitas vezes ainda continua sendo, direcionado principalmente aos grupos sociais em situação de risco ou de vulnerabilidade social, procurando a redução de conflitos sociais e da delinquência, a manutenção da paz e da harmonia social, assim como a ocupação positiva e produtiva do tempo ocioso.
Além disso, muitos programas de recreação visavam preencher as horas vagas das crianças, jovens, adultos e idosos, colaborando com a constituição de corpos disciplinados, obedientes, aptos, produtivos e vigorosos. Nessa perspectiva a recreação, em muitas ocasiões, acaba sendo usada como estratégia para esquecer os problemas gerados pela lógica excludente que impera nas realidades latino-americanas. Por sua vez, as diversas acepções da palavra recreação são fundamentadas na área de pedagogia, psicologia e, sobretudo, na educação física. Essa última área, ao lado do esporte, é a mais associada à recreação, tanto na vida cotidiana como nos estudos, cursos, propostas da formação sobre o tema, campo de atuação profissional no setor privado, nas organizações de terceiro setor e também no âmbito das políticas públicas de vários países latino-americanos. 

## Recreação e Ludicidade
É importante entender que uma vivência recreativa sempre será lúdica. Entretanto, um elemento lúdico nem sempre faz parte do universo da recreação. Vamos entender melhor esta relação:
Lúdico, segundo Freinet (1998), pode ser apresentado como:
| “ | Um estado de bem-estar que é a exacerbação de nossa necessidade de viver, de subir e de perdurar ao longo do tempo. Atinge a zona superior do nosso ser e só pode ser comparada à impressão que temos por uns instantes de participar de uma ordem superior cuja potência sobre-humana nos ilumina. | ” |

Deste modo, o lúdico não está relacionado a uma vivência, dinâmica, experiência ou prática, mas a uma sensação, a um estado de espírito, a uma condição humana. Podemos ter, por exemplo, uma parede lúdica pelo simples fato de esta parede transmitir, a quem olha, uma sensação agradável, divertida, sedutora. Podemos ter, em um cardápio de um restaurante, pratos lúdicos por sua apresentação colorida, criativa, estimulante. Podemos, dentro da mesma linha de raciocínio, ter um carro lúdico, uma roupa lúdica, um livro lúdico, mesmo que estes elementos não criem uma prática vivencial. Do mesmo modo, podemos, também, ter jogos lúdicos, aulas lúdicas, palestras lúdicas, programas de tevê lúdicos, uma gestão lúdica de uma empresa etc... Deste modo, o lúdico também faz parte do universo do lazer, do entretenimento, da decoração, da arquitetura, da educação, entre outros.
Ao mesmo tempo, o lúdico traça um paralelo muito forte com a recreação uma vez que todo programa recreativo deve ser, obrigatoriamente, lúdico.

## Recreação e Lazer
A recreação é, comumente, apresentada de maneira ligada à área de lazer, quase como se o binômio "recreação e lazer" possuísse um significado único. Isto talvez ocorra por ambas as áreas possuírem características comuns como o componente lúdico, a busca da satisfação pessoal, a flexibilidade nas regras. Mas recreação e lazer não estão restritos um ao outro, embora muitas vezes encontraremos vivências que pertencem às duas áreas.
Podemos apontar casos como a ação de ler um livro, degustar um bom vinho, visitar uma exposição de pinturas, de flores, ou de carros, ouvir música, ir a uma festa, conversar com os amigos ou frequentar redes sociais, entre muitas outras, que podem se caracterizar como atividades de lazer, sem que sejam, por definição, atividades recreativas.
Igualmente podemos encontrar uma gincana cultural ocorrendo em meio a uma aula escolar, um concurso de leitura, uma visita guiada a um museu, um outdoor training gerencial de uma empresa, entre outras, que podem se caracterizar como atividades recreativas, sem que sejam atividades de lazer.
O que diferenciam estes exemplos daqueles é que os primeiros ocorrem em horários descompromissados, tempos livres, disponíveis, onde não há tarefas obrigatórias por se fazer. São atividades do universo de escolhas do indivíduo, onde ele participa, sozinho ou em grupos, de atividades que escolheu por decisão própria e destituído de qualquer compromisso financeiro, profissional, social ou educacional. Já nestes exemplos recreativos, as atividades ocorrem dentro de um período que pode ser ou não compromissado. Gincanas escolares, treinamentos gerenciais ocorrem respectivamente em um horário determinado para a educação ou para o trabalho, por exemplo. Não são horários de lazer. Mas podem também ocorrer vinculados ao lazer, de maneira voluntária e descompromissada. Neste caso, o que diferencia o lazer da recreação é que esta deve ser planejada, ser conduzida ou proposta por um profissional, equipamento ou entidade recreativa, enquanto que aquela pode ocorrer espontaneamente. A recreação é uma vivência intencional, existe um objetivo em sua prática, e este objetivo deve ter sido elaborado por um profissional competente para tal. Este objetivo pode ser intelectual, emocional, social, assim como pode ser a diversão, o entretenimento por si só.
Silveira (2011) observa, ainda, em relação ao lazer, a necessidade de levantar os aspectos do dito "lazer ilícito" que está relacionado a práticas ilegais sob ponto de vista da legislação de um determinado país. No Brasil, por exemplo, o uso de drogas, rachas de automóveis, rinhas de animais, prostituição, jogos de azar, entre outros, são práticas de lazer consideradas ilegais. Apesar de proibidas pela lei do país, são amplamente realizadas por indivíduos, individual ou coletivamente, em todo o território nacional. Estas práticas são voluntárias, ocorrem em um momento da vida não comprometido e visam ao prazer do participante, o que caracteriza atividades típicas de lazer. Não entraremos aqui em uma discussão moral, ética, política ou legal. Gostaríamos porém de apresentar que este caráter ilícito não permite a caracterização de tais práticas como recreativas, uma vez que não condizem com a proposta de crescimento individual ou social, de revigorar das forças, de revitalizar, que são característicos do trabalho recreativo. Igualmente se tornam incompatíveis com a necessidade de objetivos elaborados por um profissional, que também é essência do trabalho recreativo. Como pode um profissional idealizar, planejar e implementar uma proposta ilícita?

## Recreação e Ócio
Já o vínculo do ócio com a recreação já se apresenta de maneira mais truncada.
Embora o termo "ócio" possa apresentar significados diferentes em outros idiomas e países, no Brasil é geralmente relacionado ao não fazer nada, ao descanso, à contemplação, até mesmo à preguiça. Está intimamente ligada ao lazer e a opção pessoal pela não atividade, contando com um investimento de tempo em momentos mais intimistas.
Deste modo, é raro vermos profissionais planejando a recreação baseada predominantemente no ócio. Apesar disto, momentos de contemplação, reflexão, relaxamento e descanso fazem parte de muitos programas recreativos, contemplando o vínculo destas áreas de estudo.

## Recreação, Atividade Física e Esporte
A recreação teve, como um de seus berços, a educação física. Talvez por isto ela hoje ainda se encontra tão relacionada às atividades físicas e aos esportes. Entretanto, estas relações também não são limitantes. Pelo contrário: tanto esportes, como o futebol, voleibol, beisebol etc., como atividades físicas, como correr, pular, lançar, chutar etc., sempre se apresentaram como grandes elementos que compõem a prática recreativa, juntamente com a música, a dança, as artes em geral, a preservação ambiental, as bases terapêuticas, o convívio social, o relaxamento, a contemplação, a linguagem, entre outros assuntos de grande importância para o contexto recreativo.
Disto, podemos dizer que também o esporte e a atividade física fazem parte do universo da recreação, assim como a recreação muitas vezes faz parte do universo dos esportes e da prática física, sem, no entanto, se caracterizarem como áreas comuns (mas sim afins).

## Recreação, Jogo e Brincadeira
Assim como o esporte e a atividade física, o jogo e a brincadeira representam parte importante do escopo da recreação, mas esta não se basta naqueles.
O jogo é estratégia importante para alguns momentos onde se visa ao trabalho com regras, o desenvolvimento coletivo, o desempenho em equipe, o aprender a ganhar ou perder, entre outros conteúdos recreativos.
A brincadeira, por sua vez, se incorpora com constância na recreação, por seu contexto lúdico e divertido.
Entretanto, existem jogos não recreativos, como as competições esportivas e os jogos de azar, por exemplo. Assim, também existem brincadeiras que não são recreativas, como a brincadeira de se satirizar um amigo, as brincadeiras de "mau gosto" como "passar o pé" no colega de sala, colar um bilhete nas costas de um colega com frases negativas, entre outras.

## Referência Bibliográficas
- CELEIRO. Recreação. disponível em <www.projetoceleiro.com.br> acesso em 10 jan 2012.
- GOMES, Christianne; ELIZALDE, Rodrigo. Horizontes Latino-americanos do Lazer/Horizontes Latinoamericanos del ocio. Belo Horizonte: Editora UFMG, 2012. Disponível em http://grupootium.files.wordpress.com/2012/06/horizontes_latino_americanos_lazer_junho_20123.pdf**FREINET, Célestin. A educação do trabalho. 1ª ed. São Paulo-SP : Martins Fontes, 1998.
- MARINHO, Alciane. A educação ao ar livre e o aprendizado sequencial: possibilidades de vivência na natureza, CONBRACE - Congresso Brasileiro de Ciências do Esporte, 13, Caxambu (MG), Anais... Caxambu, 2003, CD-ROM
- MARINHO, Alciane. Atividades recreativas e Ecoturismo: a natureza como parceira no brincar, (capítulo de (1))
- SCHWARTZ, Gisele Maria. Recreação e Lazer, Editora Guanabara Koogan, Rio de Janeiro, 2004.
- SILVEIRA, Ronaldo Tedesco. O profissional da Recreação. Recreação Magazine, ISSN 2179-572x, disponível em <www.recreacaomagazine.com.br>, acesso em 10 jan 2012.
- UVINHA, Ricardo Ricci, Atividades Recreativas e Turismo: Uma relação de qualidade, (capítulo 2 de (1))